# Święty Franciszek i historie z jego życia (obraz Coppo di Marcovaldo)
Święty Franciszek i historie z jego życia (wł. San Francesco e storie della sua vita) – średniowieczny obraz przypisywany Coppo di Marcovaldo, znajdujący się w bazylice Świętego Krzyża we Florencji.
Ikona powstała pod silnym wpływem sztuki bizantyjskiej.

## Datowanie i atrybucja
Autorstwo ikony św. Franciszka, czczonej w bazylice Świętego Krzyża we Florencji, zostało przypisane w 1948 przez włoskiego historyka sztuki Roberta Longhiego, średniowiecznemu artyście florenckiemu Coppo di Marcovaldo, aktywnemu w 2 poł. XIII wieku.
Trzech historyków sztuki podjęło temat datacji ikony. Amerykanka Judith Stein, dopatrując się w doborze scen w cyklu o życiu św. Franciszka z Asyżu wpływu pierwotnej grupy gorliwych w interpretowaniu Reguły franciszkańskiej i Testamentu, skupionych wokół osoby bł. Jana z Parmy, uważała, iż obraz musiał powstać między 1254 a 1257. Dla Stein najważniejszą biografią, na której oparł się autor obrazu, był przede wszystkim Życiorys pierwszy (łac. Vita prima), napisany przez bł. Tomasza z Celano na przełomie lat 1228–1229 z okazji kanonizacji „Biedaczyny”. Jedynym epizodem z biografii Franciszka, który nie został opisany przez Celańczyka w Życiorysie pierwszym, jest Uratowanie rozbitków. Epizod ten znajduje się w powstałym między 1250 a 1253 Traktacie o cudach, napisanym przez Celańczyka z polecenia generała Jana z Parmy. Włoszka Chiara Frugoni przesuwa górną granicę powstania ikony na około 1240, wyłączając możliwość korzystania z Traktatu o cudach. Wreszcie francuski mediewista André Vauchez, odwołując się do zebranej przez siebie bogatej ikonografii, datuje dzieło na okres między 1243 a 1245, a na pewno przed 1266, kiedy generał franciszkanów Bonawentura z Bagnoregio opublikował Życiorys większy św. Franciszka, oficjalną biografię „Biedaczyny”, nakazując jednocześnie zniszczenie wszystkich dotychczasowych biografii świętego. Od tego momentu biografie bonawenturiańskie stały się jedynymi dozwolonymi dokumentami w łonie Zakonu Braci Mniejszych prezentującymi życie Asyżanina.

## Tematyka

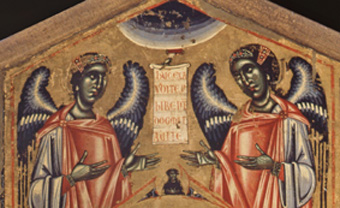
Górna część ikony z napisem

Obraz przedstawia św. Franciszka z Asyżu oraz dwadzieścia scen z jego życia. Jest swego rodzaju skrótem biograficznym oraz wyrazem pobożności i zainteresowania osobą umbryjskiego cudotwórcy. Po zniszczeniu pierwszych dzieł biograficznych i narzuceniu oficjalnych biografii ikony tego typu były w ciągu wieków jedynymi świadectwami pierwotnego stosunku do działalności Franciszka i rozumienia znaczenia, jaki miał dla historii Kościoła ruch franciszkański u swego zarania. Ikony ze scenami z życia świętego od razu stały się bardzo popularne na terenie Toskanii, gdzie zakon bardzo prężnie rozwijał się już w wieku XIII.
Postać taumaturga zajmuje miejsce centralne ikony. Święty w postawie stojącej ma na sobie franciszkański habit z kapturem, przepasany białym sznurem, symbolizującym składane śluby: posłuszeństwa, ubóstwa i czystości. To mężczyzna w sile wieku, z zarostem i wygoloną tonsurą mniszą. W lewej ręce trzyma ozdobny ewangeliarz, prawą błogosławi na wzór Chrystusa Pantokratora. Artysta na dłoniach i bosych stopach asyżanina zaznaczył ślady świętych stygmatów. Głowa Franciszka otoczona jest aureolą, symbolizującą świętość.
Tuż nad postacią św. Franciszka artysta przedstawił dwóch aniołów wskazujących na rozwinięty zwój z napisem, który przytrzymuje od góry ręka Boga Ojca. Łaciński napis głosi: HUNC EXAUDITE PERHIBENTEM DOGMATA VITAE (pol. uważnie słuchajcie tego, który przedstawia naukę życia). Na prawo i lewo oraz pod spodem artysta przedstawił dwadzieścia wydarzeń z życia świętego, w tym jego cuda. Sceny posiadają zdobne obramowania. Na skrzyżowaniu obramowań umieszczone zostały tonda z popiersiami braci mniejszych błogosławiących swego zakonodawcę.
Obraz, zgodnie z łacińskim napisem, zostaje ofiarowany wiernym, by go czcili i uczyli się naśladowania w swoim życiu czynów świętego. W wybranej sentencji pobrzmiewa echo słów zaczerpniętych z tekstu Ewangelii wg św. Mateusza. Podczas Przemienienia na Górze Tabor głos z nieba zwraca się do uczniów: To jest mój Syn umiłowany, w którym mam upodobanie, Jego słuchajcie!. Tomasz z Celano nazwał Franciszka z Asyżu novus evangelista (nowym ewangelistą). Święty doskonale wypełnił przykazania Jezusa Chrystusa, dlatego jego życie może być uznane za żywą Ewangelię. Franciszek zostaje ogłoszony formą życia (łac. dogmata vitae).

## Sceny z życia św. Franciszka
Z biografii św. Franciszka z Asyżu Coppo di Marcovaldo wybrał dwadzieścia scen: piętnaście to wydarzenia, które miały miejsce za życia taumaturga, pięć po śmierci, która nastąpiła w 1226.
| Ujęcie                             | Epizod                                    | Źródło pisane                                              | Postacie                                                   |
| ---------------------------------- | ----------------------------------------- | ---------------------------------------------------------- | ---------------------------------------------------------- |
| Uwolnienie z ojcowskiego więzienia | Uwolnienie z ojcowskiego więzienia (Asyż) | Życiorys pierwszy rozdz. VI; Żywot naszego ojca... czyt. V | Pietro Bernardone (ojciec), Pika (matka), Franciszek       |
| Wyrzeknięcie się ojcowizny         | Wyrzeknięcie się ojcowizny                | Życiorys pierwszy rozdz. VI                                | Pika, Pietro Bernardone, Franciszek, bp Gwidon             |
| Wybór habitu                       | Wybór habitu                              | Życiorys pierwszy rozdz. IX                                | bp Gwidon, Franciszek                                      |
| Lektura ewangelii o ubóstwie       | Lektura ewangelii o ubóstwie              | Życiorys pierwszy rozdz. IX                                | ministrant, diakon, kapłan, Franciszek i wierni            |
| Zatwierdzenie reguły               | Zatwierdzenie reguły (Lateran)            | Życiorys pierwszy rozdz. IX                                | diakon, franciszkanin, Franciszek, Innocenty III, prałaci  |
| Wigilia w Greccio                  | Wigilia w Greccio                         | Życiorys pierwszy rozdz. XXX                               | służba liturgiczna, kapłan, Dzieciątko, Franciszek, wierni |
| Kazanie do ptaków                  | Kazanie do ptaków (Bevagna)               | Życiorys pierwszy rozdz. XXI                               | bracia, Franciszek, ptactwo                                |
| Kazanie do niewiernych             | Kazanie do niewiernych (Egipt)            | Życiorys pierwszy rozdz. XX                                | bracia, Franciszek, niewierni, Al-Kamil                    |
| Wykupienie owieczki                | Wykupienie owieczki (Marchia)             | Życiorys pierwszy rozdz. XXVIII                            | br. Paweł, Franciszek, pasterz                             |
| Litość dla dwóch baranków          | Litość dla dwóch baranków (Marchia)       | Życiorys pierwszy rozdz. XXVIII                            | br. Paweł, Franciszek, wieśniak                            |
| Ekstremalne ubóstwo                | Ekstremalne ubóstwo                       | Życiorys pierwszy rozdz. XIX                               | asyżanie, Franciszek, asyżanki                             |
| Dar stygmatów na La Vernie         | Dar stygmatów na La Vernie                | Życiorys pierwszy rozdz. III (w drugiej części)            | Franciszek, serafin                                        |
| Zjawienie się Franciszka w Arles   | Zjawienie się Franciszka w Arles          | Życiorys pierwszy rozdz. XVIII                             | Antoni z Padwy, Franciszek, bracia                         |
| Opieka nad trędowatymi             | Opieka nad trędowatymi                    | Życiorys pierwszy rozdz. VII                               | brat, Franciszek, trędowaci                                |
| Śmierć świętego                    | Śmierć Franciszka (Asyż)                  | Życiorys pierwszy rozdz. VIII (w drugiej części)           | bracia, Franciszek                                         |
| Cuda u grobu                       | Cuda u grobu (Asyż)                       | Życiorys pierwszy część trzecia                            | bracia, pątnicy, opętana, lekarz, demony                   |
| Kanonizacja                        | Kanonizacja Franciszka                    | Życiorys pierwszy część trzecia                            | bracia, prałaci, Grzegorz IX                               |
| Cud uratowania rozbitków           | Cud uratowania rozbitków                  | Traktat o cudach                                           | Franciszek, rozbitkowie                                    |
| Wdzięczność rozbitków              | Wdzięczność rozbitków                     | Traktat o cudach                                           | rozbitkowie-pątnicy, bracia                                |
| Uzdrowienie paralityka             | Uzdrowienie paralityka                    | Życiorys pierwszy rozdz. XXIII                             | paralityk, Franciszek                                      |